# Elezioni regionali in Italia del 1995

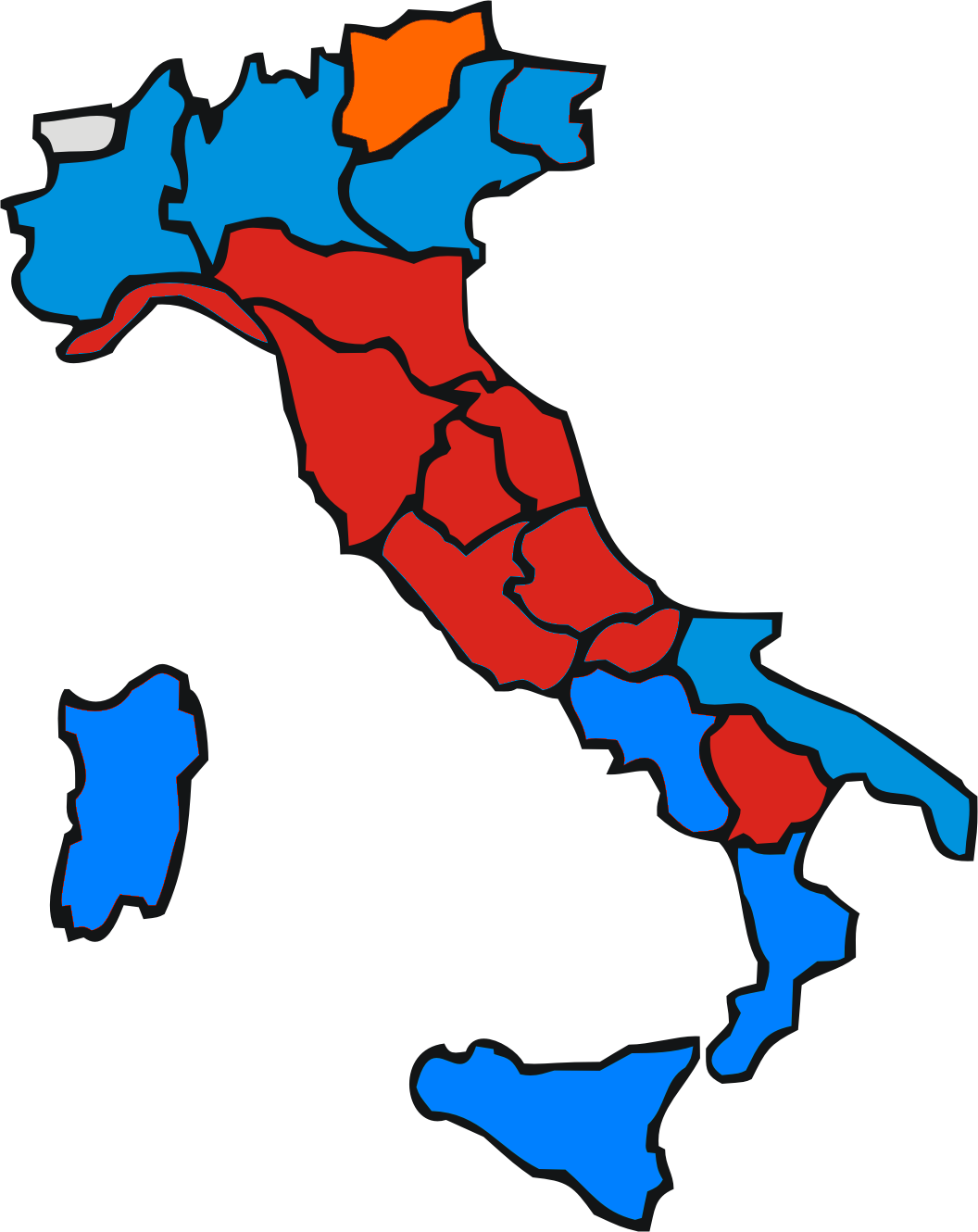
Situazione dopo le elezioni

Le elezioni regionali italiane del 1995 si tennero domenica 23 aprile.
Regolate per la prima volta dalla legge Tatarella, riguardarono le 15 regioni a statuto ordinario e si svolsero insieme al primo turno delle elezioni amministrative.
In nove regioni prevalse la coalizione di centro-sinistra, in taluni casi in alleanza con Rifondazione Comunista, mentre in sei regioni vinse la coalizione di centro-destra.

## Coalizioni
Dopo il collasso del Governo Berlusconi I, e in vista della probabile conclusione anticipata della legislatura in atto, le elezioni regionali divennero il banco di prova di nuove e più stabili coalizioni. Il centro capì di non avere più futuro e si spaccò in due, come il suo principale partito il PPI da cui si scisse il CDU. Si creò quindi la prima coalizione di centro-sinistra, L'Ulivo, da cui si separò spesso di conseguenza il PRC. Nel centro-destra l’abbandono della Lega Nord permise una nuova coalizione omogenea a livello nazionale, il Polo per le Libertà.

## Elezioni dei presidenti di regione
| Regione        | Candidati                   | Candidati                  | Candidati                  | Candidati                          | Candidati                  | Candidati                        | Candidati | Presidenti uscenti | Presidenti uscenti             |
| Regione        | Rifondazione Comunista      | Centro-sinistra            | Lega Nord                  | Centro-destra                      | Lista Pannella             | Fiamma Tricolore                 | Altri | Presidenti uscenti | Presidenti uscenti             |
| -------------- | --------------------------- | -------------------------- | -------------------------- | ---------------------------------- | -------------------------- | -------------------------------- | --- | ------------------ | ------------------------------ |
| Regione        |                             |                            |                            |                                    |                            |                                  | Altri | Presidenti uscenti | Presidenti uscenti             |
| Piemonte       | Giovanni Alasia (9,3%)      | Giuseppe Pichetto (35,2%)  | Domenico Comino (11,1%)    | Enzo Ghigo (39,7%)                 | Carmelo Palma (2,0%)       | –                                | Alessandro Lupi (Verdi Verdi) (1,7%) Renzo Rabellino (Piemonte Nazione d'Europa) (1,0%)                                  |                    | Gian Paolo Brizio (PPI)        |
| Liguria        | Giuseppe Tarantino (8,6%)   | Giancarlo Mori (42,4%)     | Giacomo Chiappori (6,6%)   | Sergio Magliola (38,0%)            | Vittorio Pezzuto (1,7%)    | –                                | Elisabetta Fatuzzo (Pensionati) (2,4%) Bruno Ravera (Fronte Autonomista) (0,3%)                                          |                    | Giancarlo Mori (PPI)           |
| Lombardia      | Giuseppe Carlo Torri (8,2%) | Diego Masi (27,6%)         | Francesco Speroni (17,7%)  | Roberto Formigoni (41,6%)          | Marco Pannella (2,4%)      | –                                | Carlo Fatuzzo (Pensionati) (2,0%)                                                                                        |                    | Paolo Arrigoni (LN)            |
| Veneto         | Paolo Cacciari (6,9%)       | Ettore Bentsik (32,3%)     | Alberto Lembo (17,5%)      | Giancarlo Galan (38,2%)            | Emilio Vesce (1,4%)        | –                                | Giorgio Panto (LAV) (3,7%)                                                                                               |                    | Aldo Bottin (PPI)              |
| Emilia-Romagna | Renato Albertini (8,8%)     | Pier Luigi Bersani (53,8%) | Pierluigi Copercini (3,8%) | Gianfranco Morra (32,0%)           | Carduccio Parizzi (1,6%)   | –                                | – |                    | Pier Luigi Bersani (PDS)       |
| Toscana        | Luciano Ghelli (12,4%)      | Vannino Chiti (50,1%)      | Vannino Chiti (50,1%)      | Paolo Del Debbio (36,1%)           | Vincenzo Donvito (1,4%)    | –                                | – |                    | Vannino Chiti (PDS)            |
| Marche         | Vito D'Ambrosio (51,6%)     | Vito D'Ambrosio (51,6%)    | Luca Paolini (0,9%)        | Stefano Bastianoni (38,9%)         | Ruggero Morresi (1,1%)     | Achille Castignani (1,2%)        | Paolo Polenta (Popolari) (6,4%)                                                                                          |                    | Gaetano Recchi (SI)            |
| Umbria         | Bruno Bracalente (59,9%)    | Bruno Bracalente (59,9%)   | –                          | Riccardo Pongelli (39,9%)          | Mauro Fonzo (1,1%)         | –                                | – |                    | Claudio Carnieri (PDS)         |
| Lazio          | Piero Badaloni (48,1%)      | Piero Badaloni (48,1%)     | –                          | Alberto Michelini (48,0%)          | Primo Mastrantoni (2,2%)   | Pino Rauti (1,7%)                | – |                    | Arturo Osio (Verdi)            |
| Abruzzo        | Antonio Falconio (48,2%)    | Antonio Falconio (48,2%)   | –                          | Piergiorgio Landini (47,2%)        | Riccardo Chiavaroli (2,1%) | Nicola Cucullo (2,5%)            | – |                    | Vincenzo Del Colle (PPI)       |
| Molise         | Marcello Veneziale (50,5%)  | Marcello Veneziale (50,5%) | –                          | Quintino Vincenzo Pallante (49,5%) | –                          | –                                | – |                    | Giovanni Di Giandomenico (PPI) |
| Campania       | Giovanni Vacca (39,3%)      | Giovanni Vacca (39,3%)     | –                          | Antonio Rastrelli (47,9%)          | Domenico Pinto (1,6%)      | Pino Rauti (1,6%)                | Giovanni Grasso (Popolari) (8,1%) Antonio D'Acunto (Verdi Arcobaleno) (1,1%) Gennaro Nardi (Lega Italia Federale) (0,4%) |                    | Giovanni Grasso (PPI)          |
| Puglia         | Luigi Ferrara (45,8%)       | Luigi Ferrara (45,8%)      | –                          | Salvatore Distaso (49,8%)          | Marco Pannella (1,3%)      | Anselmo Ciuffoletti (LAM) (2,2%) | Anselmo Ciuffoletti (LAM) (2,2%)                                                                                         |                    | Giuseppe Martellotta (PPI)     |
| Basilicata     | Pietro Simonetti (6,4%)     | Angelo Dinardo (54,8%)     | –                          | Giampiero Perri (36,6%)            | Giannino Cusano (0,9%)     | Leonardo Giordano (1,3%)         | – |                    | Antonio Boccia (PPI)           |
| Calabria       | Pasquino Crupi (9,6%)       | Donato Veraldi (38,0%)     | –                          | Giuseppe Nisticò (44,2%)           | Anna Maria Merlini (0,8%)  | Salvatore Paolillo (1,4%)        | Roberto Cangiamila (PRI) (3,2%) Carlo Nicola Colella (PSDI) (2,8%)                                                       |                    | Donato Veraldi (PPI)           |

## Risultati di lista

### Riepilogo nazionale delle liste circoscrizionali
| |            |        |       |
| Liste | Voti       | %      | Seggi |
| Partito Democratico della Sinistra | 6.470.445  | 24,581 | 162   |
| Forza Italia-Il Polo Popolare | 5.875.260  | 22,320 | 149   |
| Alleanza Nazionale | 3.722.382  | 14,141 | 92    |
| Partito della Rifondazione Comunista | 2.204.904  | 8,276  | 48    |
| Lega Nord | 1.687.199  | 6,410  | 29    |
| Popolari | 1.580.509  | 6,004  | 39    |
| Centro Cristiano Democratico | 1.104.022  | 4,194  | 28    |
| Patto dei Democratici | 911.308    | 3,462  | 23    |
| Federazione dei Verdi | 780.712    | 2,966  | 15    |
| Lista Pannella - Riformatori | 357.249    | 1,357  | -     |
| Centro Democratico (Popolari - Patto dei Democratici - Federazione dei Liberali)                                                               | 303.413    | 1,153  | 5     |
| Progressisti (PDS, Federazione dei Verdi, Cristiano Sociali)                                                                                   | 205.734    | 0,782  | 8     |
| Partito Repubblicano Italiano | 130.005    | 0,494  | 4     |
| Partito Pensionati | 121.628    | 0,462  | 1     |
| Movimento Sociale Fiamma Tricolore | 107.201    | 0,407  | -     |
| Federazione Laburista | 94.222     | 0,358  | 3     |
| Alleanza Nazionale-Unione Umbria-Caccia Pesca Ambiente                                                                                         | 84.065     | 0,319  | 5     |
| Nuova Italia-Lega Autonomia Veneta | 73.342     | 0,279  | -     |
| Progetto Democratico | 68.516     | 0,260  | -     |
| Federazione Laburista-Partito Repubblicano Italiano                                                                                            | 46.488     | 0,177  | -     |
| Federazione Laburista-PSDI-PRI | 42.494     | 0,161  | 1     |
| Lega Italia Federale | 33.379     | 0,127  | -     |
| Federazione dei Verdi Verdi | 31.145     | 0,118  | -     |
| Socialdemocratici Laburisti (PSDI-Federazione Laburista)                                                                                       | 30.823     | 0,117  | -     |
| Lega d'Azione Meridionale-Movimento Nazional Popolare                                                                                          | 28.613     | 0,109  | -     |
| Verdi Diritti Lavoro Ambiente Arcobaleno | 22.723     | 0,086  | -     |
| Insieme per l'Umbria | 21.458     | 0,082  | 1     |
| Partito Socialista Democratico Italiano | 20.892     | 0,079  | -     |
| Popolari e Democratici | 19.653     | 0,075  | -     |
| I Democratici | 17.639     | 0,067  | 1     |
| Piemonte Nazione d'Europa | 16.356     | 0,062  | -     |
| Ambiente Club | 15.057     | 0,057  | -     |
| Socialisti e Laici - La Sinistra della Libertà (Movimento Liberalsocialista, Partito Socialista Riformista, Sinistra Liberale, parte del PSDI) | 14.785     | 0,056  | 1     |
| Pensionati del Sole | 14.518     | 0,055  | -     |
| Verdi Federalisti | 13.259     | 0,050  | -     |
| Fronte Autonomista | 10.695     | 0,041  | -     |
| Unione di Centro | 10.601     | 0,040  | -     |
| Partito Socialista Riformista | 9.081      | 0,034  | -     |
| Patto Solidarietà | 9.040      | 0,034  | -     |
| Unione dei Progressisti | 6.103      | 0,023  | -     |
| Partito Popolare Progressista | 5.611      | 0,021  | 1     |
| Movimento Democratico Indipendente | 787        | 0,003  | -     |
| Totale | 26.323.316 | 100,00 | 615   |

### Riepilogo nazionale delle liste regionali
| Liste                                                                 | Voti       | %      | Seggi |
| --------------------------------------------------------------------- | ---------- | ------ | ----- |
| Centro-destra                                                         | 12.411.983 | 41,530 | 72    |
| Centro-sinistra                                                       | 12.229.472 | 40,919 | 68    |
| Lega Nord                                                             | 2.079.531  | 6,958  | 0     |
| Partito della Rifondazione Comunista                                  | 1.661.115  | 5,558  | 0     |
| Lista Pannella - Riformatori                                          | 567.741    | 1,900  | 0     |
| Popolari                                                              | 297.563    | 0,996  | 0     |
| Movimento Sociale Fiamma Tricolore                                    | 151.940    | 0,508  | 0     |
| Partito Pensionati                                                    | 145.861    | 0,488  | 0     |
| Nuova Italia-Autonomia Veneta                                         | 108.072    | 0,362  | 0     |
| Lega d'Azione Meridionale-Movimento Nazional Popolare                 | 46.896     | 0,157  | 0     |
| Federazione dei Verdi Verdi                                           | 45.428     | 0,152  | 0     |
| Partito Repubblicano Italiano                                         | 35.610     | 0,119  | 0     |
| Verdi Diritti Lavoro Ambiente Arcobaleno                              | 32.053     | 0,107  | 0     |
| Partito Socialista Democratico Italiano-Partito Socialista Riformista | 31.072     | 0,104  | 0     |
| Piemonte Nazione d'Europa                                             | 26.006     | 0,087  | 0     |
| Lega Italia Federale                                                  | 13.009     | 0,044  | 0     |
| Fronte Autonomista                                                    | 3.468      | 0,012  | 0     |
| Totale                                                                | 29.886.820 | 100,00 | 140   |